# Vasile Atanasiu

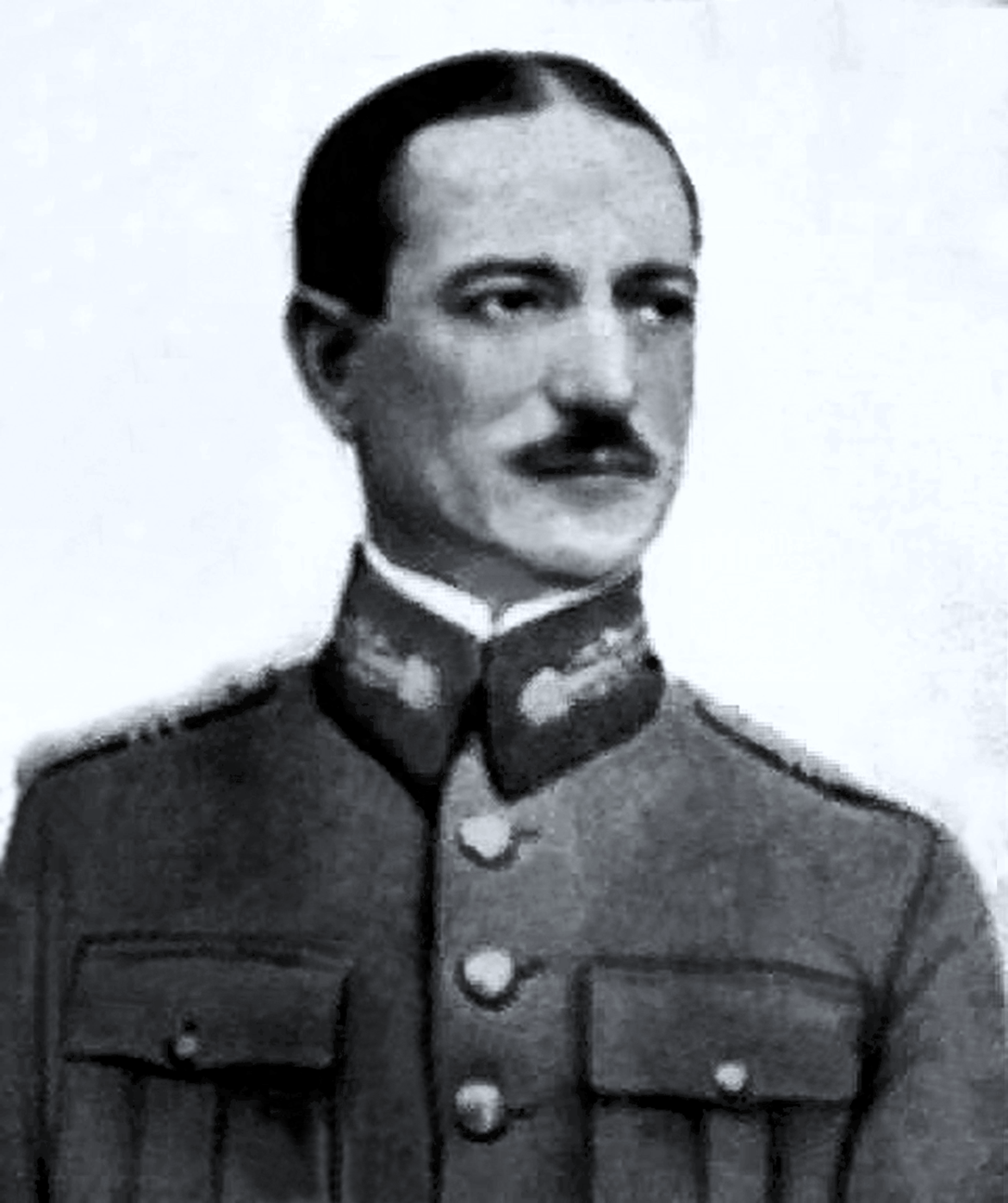
Vasile Atanasiu

Vasile Atanasiu (n. 25 aprilie 1886, Târgoviște, România – d. 6 iunie 1964, București, România) a fost un general de armată român, care s-a distins în luptele celui de-al Doilea Război Mondial atât pe Frontul de Est (iunie 1941 - martie 1943), cât și pe Frontul de Vest (februarie - mai 1945). A comandat Armata 1-a română (13 februarie 1945 - 31 aprilie 1946), cu care a participat la campania antihitleristă.

## Biografie

### Tinerețea și începutul carierei militare
Vasile Atanasiu s-a născut la data de 25 aprilie 1886 la Târgoviște. A absolvit Școala Fiilor de Militari din Iași în 1905, apoi a urmat Școala Militară de ofițeri activi de artilerie, geniu și marină din București (1 septembrie 1905 - 1 iulie 1907), fiind avansat la absolvire la gradul de sublocotenent și repartizat comandant de pluton în Regimentul 3 Artilerie Grea (1907-1909). A frecventat apoi cursurile Școlii Speciale de Artilerie și Geniu din București (1909-1911), fiind înaintat în această perioadă la gradul de locotenent (1910). A îndeplinit apoi funcțiile de comandant de baterie în Regimentul 2 Artilerie Cetate (1911-1913), în Regimentul 1 Artilerie Cetate (1913-1915) și în Regimentul 3 Artilerie Grea (1915-1917). La 1 aprilie 1915 a fost promovat la gradul de căpitan.

### Primul Război Mondial
După intrarea României în Primul Război Mondial, căpitanul Vasile Atanasiu a participat cu bateria de tunuri de 105 mm pe care o comanda la luptele de la Giurgiu, din Dobrogea (Cușgun și Caceamac) și din Moldova (Pralea), a comandat un divizion din Regimentul 4 Artilerie Grea în Bătălia de la Mărășești (1917), fiind avansat la gradul de maior la 1 aprilie 1917 și decorat pentru fapte de arme deosebite. A fost transferat ca șef de birou în Marele Cartier General (1917-1918), iar un an mai târziu a fost avansat la gradul de locotenent-colonel și numit șef secție în Direcția Artilerie din Ministerul de Război.
După război a urmat studii la Școala Superioară de Război (Academia Militară, în prezent Universitatea Națională de Apărare „Carol I”), pe care le-a absolvit în anul 1920, apoi a urmat cursul complementar de stat major (1921). A devenit șef al Biroului Operații (1921-1926) și al secției 4 - servicii (1926-1928) din Marele Stat Major.
A fost promovat ulterior la gradul de colonel (25 martie 1928), având funcțiile de ajutor al inspectorului general al artileriei (1928-1929), comandant al Regimentului de Artilerie al Centrului de Instrucție al Artileriei (1929-1931), secretar al Consiliului Superior al Apărării (1931-1934) și adjunct al comandantului și director de studii la Centrul de Instrucție al Artileriei (1934). A fost avansat apoi la gradul de general de brigadă (16 octombrie 1935) și a îndeplinit pe rând funcțiile de comandant al Brigăzii 19 Artilerie (1934-1935), șef al secretariatului Consiliului Superior al Apărării Țării (1935-1937) și comandant al Diviziei 12 Infanterie (1937-1940). La 6 iunie 1940 a obținut gradul de general de divizie și a fost numit în postul de comandant al Corpului 3 Armată (1940-1943).

### Al Doilea Război Mondial

#### Frontul antisovietic
În perioada celui de-al Doilea Război Mondial s-a aflat la comanda Corpului 3 Armată (22 iunie 1941 - 20 martie 1943), cu care a participat la operațiunile militare de eliberare a Basarabiei (forțarea Prutului la Albița și luptele de pe Dealul Corneștilor), avansând apoi cu corpul său de armată peste Nistru la Tiraspol și luptând, dispus pe linia frontului de la Karpovo la Dalnic, în Bătălia de la Odesa. Ca recompensă, a fost înaintat la gradul de general de corp de armată la 18 iulie 1942.
A fost decorat pe 17 octombrie 1941 cu Ordinul „Mihai Viteazul” cl. III-a „pentru  destoinicia cu care a condus operațiile Corpului său de Armată la trecerea Prutului și ulterior în toate luptele din Basarabia și Ucraina”.
La 20 martie 1943 a fost numit în funcția de șef al Direcției Superioare a Artileriei, pe care a deținut-o până la 13 februarie 1945.

#### Frontul antihitlerist
La 13 februarie 1945, după rechemarea în România a generalului Nicolae Macici, generalul Atanasiu a fost numit în funcția de comandant al Armatei 1, care acționa încă din august 1944 pe frontul antihitlerist. Unitățile militare aflate sub comanda sa se aflau la acea dată în Cehoslovacia și s-au distins ulterior în luptele din masivul Javorina, de pe Hronul mijlociu și din Munții Zobor (în apropiere de orașul Nitra). În seara zilei de 30 martie 1945 au traversat râul Žitava, au avansat către râul Váh și au trecut peste crestele Carpaților Albi până la râul Morava. Începând din 14 aprilie 1945 trupele Armatei 1 au purtat lupte pe ambele maluri ale Moravei, remarcându-se în acțiunile militare din apropierea localităților Uherský Ostroh și Veselí nad Moravou, participând la eliberarea localităților Kroměříž și Kojetín și avansând în urmărirea trupelor inamice până la 80 km de Praga, capitala Cehoslovaciei.
Operațiunile militare desfășurate de Armata 1 sub comanda generalului Atanasiu au fost citate prin numeroase ordine de zi ale Ministerului de Război și ale Comandamentului Militar Sovietic. În semn de recunoaștere a meritelor sale militare, Vasile Atanasiu a fost avansat la 11 aprilie 1945 la gradul de general de armată și decorat la 4 august 1945 cu Ordinul Militar „Mihai Viteazul” cu spade, clasa III:
„Pentru modul strălucit cum a condus operațiile Armatei sale, în aprigele lupte de pe Vag și Morava, precum și în urmărirea inamicului până la Brno”.
Decretul regal nr. 2.468 din 4 august 1945
El a îndeplinit funcția de comandant al Armatei 1 până la 31 aprilie 1946, după care a deținut poziția de inspector general de armată (1946-1948). A mai fost decorat cu alte ordine și medalii românești și străine, printre care „Steaua României”, clasele a IV-a și a III-a cu spade, „Coroana României”, clasa a III-a cu spade, ordinul sovietic „Suvorov” etc.

### Ultimii ani
Generalul Atanasiu a fost trecut în rezervă de autoritățile noului regim comunist în anul 1948, după mai mult de patru decenii de carieră militară. A fost căsătorit cu pictorița Eugenia Filotti (1880-1968), sora  actriței Maria Filotti. A murit la 6 iunie 1964, la vârsta de 78 de ani.

## Decorații
Generalul Atanasiu a fost decorat cu următoarele ordine:
- Ordinul „Steaua României” în gradul de Comandor (8 iunie 1940)[11]
- Ordinul Militar „Mihai Viteazul” clasa III-a (17 octombrie 1941)[7]
- Ordinul Militar „Mihai Viteazul” cu spade clasa III (4 august 1945)[9]
- Ordinul „Steaua României” clasa IV (Ofițer)
- Ordinul „23 August” clasa a II-a (12 august 1959) „pentru contribuția activă la întărirea regimului democrat-popular”[12]
- Ordinul „Coroana României” clasa III cu spade
- Ordinul Leului Alb al Cehoslovaciei
- Ordinul Suvorov al URSS
- Medalia Pentru Victoria împotriva Germaniei în Marele Război Patriotic din 1941-1945 a URSS[13][14][15]

## Legături externe
- Generals.dk - Vasile Atanasiu